# Микини, Пётр Карлович
Пётр Ка́рлович (Пётр Леопо́льд) Мики́ни (01.02.1871, Варшава — сентябрь 1918 года, Болшево) — российский архитектор и инженер-строитель польского происхождения, работавший в Москве в стиле модерн.

## Биография
Родился 1 февраля 1871 года в Варшаве в семье учителя музыки. В 1885 году семья Микини переехала в Москву. С 1885 по 1890 год П. К. Микини учился в реальном училище при Реформатской церкви, откуда перешёл в Московское реальное училище, где в 1891 году окончил механико-техническое отделение выпускного VII класса. В 1891 году поступил в Институт гражданских инженеров, который окончил в 1896 году, после чего подал документы в Московский институт инженеров путей сообщения. Микини зачастую выступал в качестве строителя зданий по проектам и в соавторстве с другими архитекторами. Являлся председателем Общества благоустройства посёлка Горки. Владел доходным домом в Кривоколенном переулке. Судьба П. К. Микини после 1909 года неизвестна; по другим источникам, он погиб в 1918 году.

## Постройки в Москве
- Перестройка Церкви Всемилостивого Спаса (1901—1902, Солнечногорский район Московской области, Андреевка)[4];
- Флигель городской усадьбы (1902, Старая Басманная улица, 19), объект культурного наследия федерального значения[5];
- Доходный дом, совместно с В. А. Властовым и В. К. Микини (1905, Армянский переулок, 1/8);
- Доходный дом П. К. Микини, совместно с В. А. Властовым (1905, Кривоколенный переулок, 8);
- Доходный дом Ф. Н. Плевако, изразцы М. А. Врубеля (1905, Новинский бульвар, 18а), объект культурного наследия регионального значения;
- Доходный дом церкви Троицы на Грязех, совместно с Л. Л. Кравецким, надстроен Б. Л. Топазовым. Дом украшен сказочными зверями работы С. И. Вашкова (1908—1909, Чистопрудный бульвар, 14, совместно с Л. Л. Кравецким), объект культурного наследия регионального значения[5].

|  |  |